# Ланкяса
Ланкяса́ (Ланкеса; лит. Lankesa от lanka — «луг») — река в Литве, протекает по территории Укмергского, Йонавского и Кедайнского районов в центральной части страны. Левый приток нижнего Обялиса.
Длина реки составляет 54 км. Площадь водосборного бассейна — 245 км². Средний уклон — 0,89 м/км. Скорость течения — 0,1 м/с. Средний расход воды в устье — 1,22 м³/с.
Ланкяса начинается около деревни Рянюнай, на расстоянии 12 км к юго-востоку от местечка Шета. Течёт по Среднелитовской низменности, в верхней половине преимущественно на юго-запад, в нижней — на северо-запад. Впадает в Бубляйское водохранилище на высоте 48 м над уровнем моря.
Притоки:
- левые: Страутас, Жедупе, Пятрашюнка, Юодине, Мядукшна, Эйнупис, Вайскулис, Аукупе;
- правые: Гаранкле, Саулупе, Гаранклеле, Грамас[1].